# Braziliaanse volleybalploeg (vrouwen)
De Braziliaanse vrouwenvolleybalploeg is het team van volleybalsters dat Brazilië en de nationale bond vertegenwoordigt op internationale toernooien. De ploeg is sinds 1947 aangesloten bij de wereldvolleybalbond. De vrouwen werden tweemaal olympisch kampioen en driemaal vice-wereldkampioen. Daarnaast wonnen ze meerdere titels bij de World Grand Prix, de Pan-Amerikaanse Spelen en het Zuid-Amerikaans kampioenschap.

## Resultaten

### Olympische Spelen
| Olympische Spelen | Olympische Spelen | Olympische Spelen | Olympische Spelen | Olympische Spelen | Olympische Spelen | Olympische Spelen |
| Jaar              | Positie           | Wed.              | W                 | V                 | SW                | SV                |
| ----------------- | ----------------- | ----------------- | ----------------- | ----------------- | ----------------- | ----------------- |
| 1964              | Niet deelgenomen  | Niet deelgenomen  | Niet deelgenomen  | Niet deelgenomen  | Niet deelgenomen  | Niet deelgenomen  |
| 1968              | Niet deelgenomen  | Niet deelgenomen  | Niet deelgenomen  | Niet deelgenomen  | Niet deelgenomen  | Niet deelgenomen  |
| 1972              | Niet deelgenomen  | Niet deelgenomen  | Niet deelgenomen  | Niet deelgenomen  | Niet deelgenomen  | Niet deelgenomen  |
| 1976              | Niet deelgenomen  | Niet deelgenomen  | Niet deelgenomen  | Niet deelgenomen  | Niet deelgenomen  | Niet deelgenomen  |
| 1980              | Zevende           | 5                 | 1                 | 4                 | 7                 | 12                |
| 1984              | Zevende           | 5                 | 1                 | 4                 | 6                 | 12                |
| 1988              | Zesde             | 5                 | 1                 | 4                 | 7                 | 14                |
| 1992              | Vierde            | 6                 | 3                 | 3                 | 11                | 10                |
| 1996              | Derde             | 8                 | 7                 | 1                 | 23                | 6                 |
| 2000              | Derde             | 8                 | 7                 | 1                 | 23                | 4                 |
| 2004              | Vierde            | 8                 | 6                 | 2                 | 19                | 10                |
| 2008              | Kampioen          | 8                 | 8                 | 0                 | 24                | 1                 |
| 2012              | Kampioen          | 8                 | 6                 | 2                 | 19                | 13                |
| 2016              | Vijfde            | 6                 | 5                 | 1                 | 17                | 3                 |
| 2020              | Tweede            | 8                 | 7                 | 1                 | 21                | 7                 |
| Totaal            | 11/15             | 75                | 53                | 22                | 177               | 92                |

### Wereldkampioenschap
| Wereldkampioenschap | Wereldkampioenschap | Wereldkampioenschap | Wereldkampioenschap | Wereldkampioenschap | Wereldkampioenschap | Wereldkampioenschap |
| Jaar                | Positie             | Wed.                | W                   | V                   | SW                  | SV                  |
| ------------------- | ------------------- | ------------------- | ------------------- | ------------------- | ------------------- | ------------------- |
| 1952                | Niet deelgenomen    | Niet deelgenomen    | Niet deelgenomen    | Niet deelgenomen    | Niet deelgenomen    | Niet deelgenomen    |
| 1956                | Elfde               | 8                   | 6                   | 2                   | 19                  | 7                   |
| 1960                | Vijfde              | 6                   | 2                   | 4                   | 9                   | 12                  |
| 1962                | Achtste             | 8                   | 1                   | 7                   | 3                   | 21                  |
| 1967                | Niet deelgenomen    | Niet deelgenomen    | Niet deelgenomen    | Niet deelgenomen    | Niet deelgenomen    | Niet deelgenomen    |
| 1970                | Dertiende           | 9                   | 3                   | 6                   | 12                  | 19                  |
| 1974                | Vijftiende          | 11                  | 6                   | 5                   | 21                  | 17                  |
| 1978                | Zevende             | 9                   | 5                   | 4                   | 15                  | 18                  |
| 1982                | Achtste             | 9                   | 4                   | 5                   | 15                  | 17                  |
| 1986                | Vijfde              | 8                   | 5                   | 3                   | 21                  | 8                   |
| 1990                | Zevende             | 6                   | 3                   | 3                   | 11                  | 10                  |
| 1994                | Tweede              | 6                   | 5                   | 1                   | 15                  | 6                   |
| 1998                | Vierde              | 8                   | 5                   | 3                   | 17                  | 9                   |
| 2002                | Zevende             | 11                  | 8                   | 3                   | 26                  | 13                  |
| 2006                | Tweede              | 11                  | 10                  | 1                   | 32                  | 9                   |
| 2010                | Tweede              | 11                  | 10                  | 1                   | 32                  | 8                   |
| 2014                | Derde               | 13                  | 12                  | 1                   | 30                  | 10                  |
| 2018                | Zevende             | 9                   | 7                   | 2                   | 23                  | 11                  |
| / 2022              | nnb.                | nnb.                | nnb.                | nnb.                | nnb.                | nnb.                |
| Totaal              | 16/18               | 143                 | 92                  | 51                  | 301                 | 195                 |

### World Cup
| World Cup | World Cup        | World Cup        | World Cup        | World Cup        | World Cup        | World Cup        |
| Jaar      | Positie          | Wed.             | W                | V                | SW               | SV               |
| --------- | ---------------- | ---------------- | ---------------- | ---------------- | ---------------- | ---------------- |
| 1973      | Negende          | 5                | 1                | 4                | 3                | 13               |
| 1977      | Niet deelgenomen | Niet deelgenomen | Niet deelgenomen | Niet deelgenomen | Niet deelgenomen | Niet deelgenomen |
| 1981      | Achtste          | 7                | 0                | 7                | 1                | 21               |
| 1985      | Zesde            | 7                | 2                | 5                | 9                | 17               |
| 1989      | Niet deelgenomen | Niet deelgenomen | Niet deelgenomen | Niet deelgenomen | Niet deelgenomen | Niet deelgenomen |
| 1991      | Achtste          | 5                | 2                | 3                | 10               | 9                |
| 1995      | Tweede           | 11               | 10               | 1                | 30               | 4                |
| 1999      | Derde            | 11               | 9                | 2                | 29               | 9                |
| 2003      | Tweede           | 11               | 10               | 1                | 31               | 7                |
| 2007      | Tweede           | 11               | 9                | 2                | 29               | 9                |
| 2011      | Vijfde           | 11               | 8                | 3                | 25               | 16               |
| 2015      | Niet deelgenomen | Niet deelgenomen | Niet deelgenomen | Niet deelgenomen | Niet deelgenomen | Niet deelgenomen |
| 2019      | Vierde           | 11               | 7                | 4                | 24               | 16               |
| Totaal    | 10/13            | 90               | 58               | 32               | 191              | 121              |

### World Grand Champions Cup
| World Grand Champions Cup | World Grand Champions Cup | World Grand Champions Cup | World Grand Champions Cup | World Grand Champions Cup | World Grand Champions Cup | World Grand Champions Cup |
| Jaar                      | Positie                   | Wed.                      | W                         | V                         | SW                        | SV                        |
| ------------------------- | ------------------------- | ------------------------- | ------------------------- | ------------------------- | ------------------------- | ------------------------- |
| 1993                      | Niet gekwalificeerd       | Niet gekwalificeerd       | Niet gekwalificeerd       | Niet gekwalificeerd       | Niet gekwalificeerd       | Niet gekwalificeerd       |
| 1997                      | Derde                     | 5                         | 3                         | 2                         | 12                        | 6                         |
| 2001                      | Vierde                    | 5                         | 2                         | 3                         | 9                         | 11                        |
| 2005                      | Kampioen                  | 5                         | 5                         | 0                         | 15                        | 2                         |
| 2009                      | Tweede                    | 5                         | 4                         | 1                         | 21                        | 4                         |
| 2013                      | Kampioen                  | 5                         | 5                         | 0                         | 15                        | 2                         |
| 2017                      | Tweede                    | 5                         | 3                         | 2                         | 13                        | 7                         |
| Totaal                    | 6/7                       | 30                        | 22                        | 8                         | 76                        | 32                        |

### World Grand Prix
| World Grand Prix | World Grand Prix | World Grand Prix | World Grand Prix | World Grand Prix | World Grand Prix | World Grand Prix |
| Jaar             | Positie          | Wed.             | W                | V                | SW               | SV               |
| ---------------- | ---------------- | ---------------- | ---------------- | ---------------- | ---------------- | ---------------- |
| 1993             | Vierde           | 12               | 8                | 4                | 27               | 19               |
| 1994             | Kampioen         | 12               | 10               | 2                | 34               | 12               |
| 1995             | Tweede           | 15               | 10               | 5                | 39               | 22               |
| 1996             | Kampioen         | 15               | 12               | 3                | 39               | 22               |
| 1997             | Niet deelgenomen | Niet deelgenomen | Niet deelgenomen | Niet deelgenomen | Niet deelgenomen | Niet deelgenomen |
| 1998             | Kampioen         | 11               | 8                | 3                | 28               | 13               |
| 1999             | Tweede           | 8                | 7                | 1                | 21               | 9                |
| 2000             | Derde            | 11               | 8                | 3                | 26               | 12               |
| 2001             | Vijfde           | 12               | 7                | 5                | 27               | 24               |
| 2002             | Vierde           | 12               | 6                | 6                | 22               | 21               |
| 2003             | Achtste          | 5                | 3                | 2                | 11               | 7                |
| 2004             | Kampioen         | 13               | 12               | 1                | 38               | 10               |
| 2005             | Kampioen         | 14               | 12               | 2                | 36               | 12               |
| 2006             | Kampioen         | 13               | 13               | 0                | 39               | 6                |
| 2007             | Vijfde           | 14               | 9                | 5                | 33               | 17               |
| 2008             | Kampioen         | 14               | 13               | 1                | 41               | 7                |
| 2009             | Kampioen         | 14               | 14               | 0                | 42               | 11               |
| 2010             | Tweede           | 14               | 11               | 3                | 38               | 11               |
| 2011             | Tweede           | 14               | 13               | 1                | 39               | 6                |
| 2012             | Tweede           | 14               | 11               | 3                | 36               | 15               |
| 2013             | Kampioen         | 14               | 13               | 1                | 40               | 8                |
| 2014             | Kampioen         | 14               | 13               | 1                | 41               | 6                |
| 2015             | Derde            | 14               | 12               | 2                | 36               | 10               |
| 2016             | Kampioen         | 13               | 11               | 2                | 35               | 12               |
| 2017             | Kampioen         | 13               | 9                | 4                | 29               | 21               |
| Totaal           | 24/25            | 305              | 245              | 60               | 797              | 313              |

### Nations League
| Nations League | Nations League | Nations League | Nations League | Nations League | Nations League | Nations League |
| Jaar           | Positie        | Wed.           | W              | V              | SW             | SV             |
| -------------- | -------------- | -------------- | -------------- | -------------- | -------------- | -------------- |
| 2018           | Vierde         | 19             | 14             | 5              | 46             | 26             |
| 2019           | Tweede         | 19             | 13             | 6              | 49             | 24             |
| 2021           | Tweede         | 17             | 14             | 3              | 46             | 14             |
| Totaal         | 3/3            | 55             | 41             | 14             | 141            | 64             |

### Pan-Amerikaanse Spelen
| Pan-Amerikaanse Spelen | Pan-Amerikaanse Spelen | Pan-Amerikaanse Spelen | Pan-Amerikaanse Spelen | Pan-Amerikaanse Spelen | Pan-Amerikaanse Spelen | Pan-Amerikaanse Spelen |
| Jaar                   | Positie                | Wed.                   | W                      | V                      | SW                     | SV                     |
| ---------------------- | ---------------------- | ---------------------- | ---------------------- | ---------------------- | ---------------------- | ---------------------- |
| 1955                   | Derde                  | 6                      | 2                      | 4                      | 14                     | 13                     |
| 1959                   | Kampioen               | 6                      | 6                      | 0                      | 18                     | 2                      |
| 1963                   | Kampioen               | 4                      | 4                      | 0                      | 12                     | 2                      |
| 1967                   | Vierde                 | 5                      | 2                      | 3                      | 9                      | 10                     |
| 1971                   | Vierde                 | 8                      | 6                      | 2                      | 20                     | 9                      |
| 1975                   | Vijfde                 | 6                      | 2                      | 4                      | 9                      | 12                     |
| 1979                   | Derde                  | 7                      | 4                      | 3                      | 13                     | 13                     |
| 1983                   | Vierde                 | 8                      | 3                      | 5                      | 12                     | 16                     |
| 1987                   | Vierde                 | 6                      | 2                      | 4                      | 7                      | 13                     |
| 1991                   | Tweede                 | 7                      | 4                      | 3                      | 11                     | 11                     |
| 1995                   | Zesde                  | 6                      | 0                      | 6                      | 1                      | 18                     |
| 1999                   | Kampioen               | 7                      | 7                      | 0                      | 21                     | 4                      |
| 2003                   | Vierde                 | 5                      | 2                      | 3                      | 11                     | 10                     |
| 2007                   | Tweede                 | 5                      | 4                      | 1                      | 14                     | 3                      |
| 2011                   | Kampioen               | 5                      | 5                      | 0                      | 15                     | 4                      |
| 2015                   | Tweede                 | 5                      | 4                      | 1                      | 12                     | 10                     |
| 2019                   | Vierde                 | 5                      | 2                      | 3                      | 8                      | 9                      |
| Totaal                 | 17/17                  | 101                    | 59                     | 42                     | 207                    | 159                    |

### Pan-Amerikaans kampioenschap
| Pan-Amerikaans kampioenschap | Pan-Amerikaans kampioenschap | Pan-Amerikaans kampioenschap | Pan-Amerikaans kampioenschap | Pan-Amerikaans kampioenschap | Pan-Amerikaans kampioenschap | Pan-Amerikaans kampioenschap |
| Jaar                         | Positie                      | Wed.                         | W                            | V                            | SW                           | SV                           |
| ---------------------------- | ---------------------------- | ---------------------------- | ---------------------------- | ---------------------------- | ---------------------------- | ---------------------------- |
| 2002                         | Niet deelgenomen             | Niet deelgenomen             | Niet deelgenomen             | Niet deelgenomen             | Niet deelgenomen             | Niet deelgenomen             |
| 2003                         | Vierde                       | 6                            | 3                            | 3                            | 10                           | 9                            |
| 2004                         | Vierde                       | 6                            | 3                            | 3                            | 12                           | 10                           |
| 2005                         | Derde                        | 7                            | 5                            | 2                            | 17                           | 10                           |
| 2006                         | Kampioen                     | 7                            | 6                            | 1                            | 20                           | 6                            |
| 2007                         | Tweede                       | 7                            | 5                            | 2                            | 15                           | 7                            |
| 2008                         | Tweede                       | 7                            | 6                            | 1                            | 20                           | 4                            |
| 2009                         | Kampioen                     | 6                            | 5                            | 1                            | 17                           | 5                            |
| 2010                         | Achtste                      | 7                            | 2                            | 5                            | 11                           | 15                           |
| 2011                         | Kampioen                     | 7                            | 7                            | 0                            | 21                           | 3                            |
| 2012                         | Tweede                       | 7                            | 6                            | 1                            | 20                           | 4                            |
| 2013                         | Vierde                       | 6                            | 3                            | 3                            | 10                           | 12                           |
| 2014                         | Teruggetrokken               | Teruggetrokken               | Teruggetrokken               | Teruggetrokken               | Teruggetrokken               | Teruggetrokken               |
| 2015                         | Zevende                      | 7                            | 4                            | 3                            | 18                           | 9                            |
| 2016                         | Niet deelgenomen             | Niet deelgenomen             | Niet deelgenomen             | Niet deelgenomen             | Niet deelgenomen             | Niet deelgenomen             |
| 2017                         | Niet deelgenomen             | Niet deelgenomen             | Niet deelgenomen             | Niet deelgenomen             | Niet deelgenomen             | Niet deelgenomen             |
| 2018                         | Vierde                       | 5                            | 3                            | 2                            | 9                            | 10                           |
| 2019                         | Niet deelgenomen             | Niet deelgenomen             | Niet deelgenomen             | Niet deelgenomen             | Niet deelgenomen             | Niet deelgenomen             |
| 2021                         | Niet deelgenomen             | Niet deelgenomen             | Niet deelgenomen             | Niet deelgenomen             | Niet deelgenomen             | Niet deelgenomen             |
| Totaal                       | 13/19                        | 85                           | 58                           | 27                           | 200                          | 104                          |

### Zuid-Amerikaans kampioenschap
| Zuid-Amerikaans kampioenschap | Zuid-Amerikaans kampioenschap | Zuid-Amerikaans kampioenschap | Zuid-Amerikaans kampioenschap | Zuid-Amerikaans kampioenschap | Zuid-Amerikaans kampioenschap | Zuid-Amerikaans kampioenschap |
| Jaar                          | Positie                       | Wed.                          | W                             | V                             | SW                            | SV                            |
| ----------------------------- | ----------------------------- | ----------------------------- | ----------------------------- | ----------------------------- | ----------------------------- | ----------------------------- |
| 1951                          | Kampioen                      | 3                             | 3                             | 0                             | 6                             | 1                             |
| 1956                          | Kampioen                      | 3                             | 3                             | 0                             | 6                             | 1                             |
| 1958                          | Kampioen                      | 4                             | 4                             | 0                             | 12                            | 0                             |
| 1961                          | Kampioen                      | 6                             | 6                             | 0                             | 18                            | 1                             |
| 1962                          | Kampioen                      | 3                             | 3                             | 0                             | 9                             | 0                             |
| 1964                          | Niet deelgenomen              | Niet deelgenomen              | Niet deelgenomen              | Niet deelgenomen              | Niet deelgenomen              | Niet deelgenomen              |
| 1967                          | Tweede                        | 4                             | 3                             | 1                             | 10                            | 3                             |
| 1969                          | Kampioen                      | 5                             | 5                             | 0                             | 15                            | 2                             |
| 1971                          | Tweede                        | 7                             | 6                             | 1                             | 18                            | 3                             |
| 1973                          | Tweede                        | 6                             | 5                             | 1                             | 15                            | 3                             |
| 1975                          | Tweede                        | 5                             | 4                             | 1                             | 12                            | 4                             |
| 1977                          | Tweede                        | 7                             | 6                             | 1                             | 18                            | 4                             |
| 1979                          | Tweede                        | 5                             | 4                             | 1                             | 13                            | 3                             |
| 1981                          | Kampioen                      | 5                             | 5                             | 0                             | 15                            | 2                             |
| 1983                          | Tweede                        | 5                             | 4                             | 1                             | 12                            | 3                             |
| 1985                          | Tweede                        | 6                             | 4                             | 2                             | 14                            | 6                             |
| 1987                          | Tweede                        | 6                             | 5                             | 1                             | 15                            | 3                             |
| 1989                          | Tweede                        | 5                             | 4                             | 1                             | 12                            | 4                             |
| 1991                          | Kampioen                      | 4                             | 4                             | 0                             | 12                            | 1                             |
| 1993                          | Tweede                        | 6                             | 4                             | 2                             | 13                            | 6                             |
| 1995                          | Kampioen                      | 4                             | 4                             | 0                             | 12                            | 0                             |
| 1997                          | Kampioen                      | 4                             | 4                             | 0                             | 12                            | 0                             |
| 1999                          | Kampioen                      | 4                             | 4                             | 0                             | 12                            | 2                             |
| 2001                          | Kampioen                      | 4                             | 4                             | 0                             | 12                            | 0                             |
| 2003                          | Kampioen                      | 3                             | 3                             | 0                             | 9                             | 0                             |
| 2005                          | Kampioen                      | 6                             | 6                             | 0                             | 18                            | 0                             |
| 2007                          | Kampioen                      | 5                             | 5                             | 0                             | 15                            | 0                             |
| 2009                          | Kampioen                      | 5                             | 5                             | 0                             | 15                            | 0                             |
| 2011                          | Kampioen                      | 5                             | 5                             | 0                             | 15                            | 0                             |
| 2013                          | Kampioen                      | 5                             | 5                             | 0                             | 15                            | 0                             |
| 2015                          | Kampioen                      | 5                             | 5                             | 0                             | 15                            | 0                             |
| 2017                          | Kampioen                      | 5                             | 5                             | 0                             | 15                            | 0                             |
| 2019                          | Kampioen                      | 5                             | 5                             | 0                             | 15                            | 1                             |
| 2021                          | Kampioen                      | 4                             | 3                             | 1                             | 10                            | 4                             |
| Totaal                        | 32/33                         | 159                           | 145                           | 14                            | 435                           | 57                            |

## Huidige selectie
Selectie die onder leiding van José Roberto Guimarães in augustus 2021 de zilveren medaille bij de Olympische Spelen in Tokio won.
| Nr. | Naam                  | Lengte (cm) | Positie         | Club                |
| --- | --------------------- | ----------- | --------------- | ------------------- |
| 2   | Caroline Gattaz       | 192         | middenaanvaller | Minas TC            |
| 7   | Rosamaria Montibeller | 185         | diagonaal       | AGIL Volley         |
| 8   | Macris Carneiro       | 178         | spelverdeler    | Minas TC            |
| 9   | Roberta Ratzke        | 185         | spelverdeler    | ŁKS Łódź            |
| 10  | Gabriela Guimarães    | 180         | hoekspeler      | VakifBank Istanbul  |
| 11  | Tandara Caixeta       | 184         | diagonaal       | Osasco VC           |
| 12  | Natália Pereira       | 186         | hoekspeler      | Pallavolo Scandicci |
| 15  | Ana Carolina Silva    | 183         | middenaanvaller | Praia Clube         |
| 16  | Fernanda Garay        | 179         | hoekspeler      | Praia Clube         |
| 17  | Ana Cristina de Souza | 192         | hoekspeler      | Fenerbahçe          |
| 18  | Camila Brait          | 170         | libero          | Osasco VC           |
| 20  | Ana Beatriz Corrêa    | 187         | middenaanvaller | Pallavolo Scandicci |

## Bekende (oud)spelers
- Fernanda Alves (2005–2011)
- Leila Barros (1991–2000)
- Ana Paula Connelly (1991–1998)
- Jackie Silva (1979–1985)